# Partido Socialista Unido da Venezuela
O Partido Socialista Unido da Venezuela (em castelhano:  Partido Socialista Unido de Venezuela), mais conhecido como PSUV, é um partido político fundado em 24 de março de 2007 como resultado da fusão de forças sociais e políticas que apoiam a Revolução Bolivariana liderada pelo presidente Hugo Chávez. Atualmente é o partido majoritário na Venezuela, e também o maior partido de esquerda da América Latina e do ocidente em número de filiados, tendo aproximadamente 7,8 milhões de membros em 2020.

## Formação
Surgiu por iniciativa de Hugo Chávez, inspirado no castrismo, guevarismo e gramscismo e, após sua vitória na eleição presidencial de 2006, para unir todos os partidos que apoiavam a chamada Revolução Bolivariana. Essa articulação obteve relativo sucesso com o apoio do Movimento Quinta República (MVR), e outros partidos de esquerda menores, como o Movimento Eleitoral do Povo (MEP), a União Popular Venezuelana (UPV), o Movimento Revolucionário Tupamaro (MRT), a Liga Socialista (LS), que juntos somaram 45,99% dos votos recebidos por Chávez nas eleições de 2006.
Por sua vez, outros partidos como o Partido Comunista da Venezuela (PCV), o Pátria para Todos (PPT), o Pela Democracia Social (PODEMOS), que obtiveram 14,60% dos votos na eleição citada, decidiram não se fundir ao PSUV.
Em 18 de dezembro de 2006, o Ministro da Comunicação e Informação Willian Lara anunciou a elaboração de uma carta dirigida ao Conselho Nacional Eleitoral (CNE) sobre a proposta de dissolver formalmente o MRV. Chávez salientou a necessidade de fundar um partido unificado capaz de defender com maior força a causa bolivariana.
O partido realizou seu primeiro congresso nacional no início de 2008.

### Participantes
Dos 24 partidos políticos que apoiaram Chávez na eleição presidencial de 2006, 11 deles aderiram ao PSUV.  Em 7 de março de 2007, apresentou um projeto gradual para fundar o novo partido até novembro d 2007. O PCV, o PPT e o PODEMOS inicialmente declaram que iriam aguardar a fundação do PSUV, e só então a partir do programa do novo partido decidir pela adesão.
Em 18 de março, Chávez em seu programa Alô Presidente declarou que ele havia “aberto as portas para o Pela Democracia Social, o Pátria para Todos e o Partido Comunista da Venezuela, se eles querem deixar a aliança com Chávez, eles podem deixar-nos em paz.” Na opinião dele, tais partidos são próximos da oposição e devem escolher sabiamente o caminho para sair, “no silêncio, nos abraçar ou atirar pedras.” O PPT, em congresso realizado entre 10 e 11 de abril, optou pela não se dissolver, embora tivesse reafirmado seu apoio político a Hugo Chávez e à Revolução Bolivariana.
Deve-se ressaltar que muitos movimentos da esquerda revolucionária entraram no PSUV e têm uma participação entusiástica e vigorosa em suas lutas. Os mais notáveis são os grupos trotskistas Corrente Marxista Revolucionaria (CMI) e Socialismo Revolucionário (CIT/CWI).
Em março de 2010, Chávez comentou a desfiliação de Henri Falcón, governador do estado de Lara, do PSUV. Na época, Chávez afirmou: "Quem segue Henri Falcón é contra mim" e ainda "O Pátria Para Todos e o Partido Comunista da Venezuela irão desaparecer do cenário político, porque eles são mentirosos e manipuladores”.

### Juventude partidária
Chávez disse que o PSUV "É um partido muito jovem", com seus membros possuindo uma idade média de 35 anos. O objetivo disso é promover uma identificação com o eleitorado jovem que os estimulassem a participar ativamente da política do país. Os analistas concordam, dizendo: “O pressuposto é que os jovens que serão bolivarianos são aqueles cujas famílias foram beneficiadas com programas sociais de Chávez.”

## Partidos fundidos ao PSUV
| Partidos que aceitaram fundir-se ao PSUV                  | Partidos que recusaram fundir-se ao PSUV            |
| --------------------------------------------------------- | --------------------------------------------------- |
| Movimento V República (MVR)                               | Pela Democracia Social (PODEMOS)                    |
| Movimento Eleitoral do Povo (MEP)                         | Pátria Para Todos (PPT)                             |
| Movimento Independente Ganhamos Todos (MIGATO)            | Partido Comunista da Venezuela (PCV)                |
| União Popular Venezuelana (UPV)                           | Classe Média Revolucionária (CMR)                   |
| Movimento Revolucionário Tupamaro (MRT)                   | Gente Emergente (GE)                                |
| Liga Socialista (LS)                                      | Redes de Respostas de Mudanças Comunitárias (REDES) |
| Movimento pela Democracia Direta (MDD)                    | Unidade Patriótica Comunitária (UPC)                |
| Partido União                                             | Movimento de Concentração Gente Nova (MCGN)         |
| Movimento Cívico Militante (MCM)                          | Organização Nacionalista Democrática Ativa (ONDA)   |
| Força de Ações Coordenadas de Bases pela Aliança (FACOBA) | Movimento Nacional Independente (MNI)               |
| Independentes pela Comunidade Nacional (IPCN)             | Correntes Revolucionárias Venezuelanas (CRV)        |

## Estrutura partidária
O partido é dirigido nacionalmente por um presidente, vice-presidente, e um conselho de 29 membros da administração:
| - Adán Chávez - Alí Rodríguez Araque - Ana Elisa Osorio - Antonia Muñoz - Aristóbulo Istúriz - Carlos Escarrá - Darío Vivas - Diosdado Cabello - Elías Jaua - Érika Farías | - Freddy Bernal - Héctor Navarro - Héctor Rodríguez - Jacqueline Faría - Jorge Rodríguez - Luis Reyes Reyes - María Cristina Iglesias - María León - Mario Silva | - Nicolás Maduro - Nohelí Pocaterra - Rafael Ramírez - Ramón Rodríguez Chacín - Rodrigo Cabezas - Tarek El Aissami - Vanessa Davies - Willian Lara - Yelitza Santaella |

## Resultados eleitorais

### Eleições presidenciais
| Data | Candidato      | CI. | Votos     | %             | Situação |
| ---- | -------------- | --- | --------- | ------------- | -------- |
| 2012 | Hugo Chávez    | 1º  | 8 191 132 | 55,07 / 100,0 | Eleito   |
| 2013 | Nicolás Maduro | 1º  | 7 587 579 | 50,61 / 100,0 | Eleito   |
| 2018 | Nicolás Maduro | 1º  | 6 245 862 | 67,84 / 100,0 | Eleito   |
| 2024 | Nicolás Maduro | 1º  | 5 150 092 | 51,20 / 100,0 | Eleito   |

### Eleições legislativas
| Data | CI. | Votos     | %             | +/-    | Deputados | +/- | Situação |
| ---- | --- | --------- | ------------- | ------ | --------- | --- | -------- |
| 2010 | 1º  | 5 423 324 | 48,13 / 100,0 | 11,93% | 96 / 165  | 22  | Governo  |
| 2015 | 2º  | 5 203 487 | 37,85 / 100,0 | 10,28% | 55 / 167  | 41  | Oposição |
| 2020 | 1º  | 3 910 197 | 62,43 / 100,0 | 24,58% | 219 / 277 | 164 | Governo  |